# Smith Creek (Cumberland River)
Der Smith Creek ist ein wenige Kilometer langer linker Zufluss zum Cumberland River im westlichen Zentrum des Livingston Countys in Kentucky in den Vereinigten Staaten. 
Er entspringt an der Ostflanke des Vick Hill in einer Höhe von rund 123 m über dem Meeresspiegel und fließt zunächst in südlicher Richtung. Nach ungefähr einem Drittel seines gesamten Laufes empfängt er von links einen unbenannten Bach. An dieser Einmündung knickt der Smith Creek nach Westen ab, schlängelt sich um die südlichen Ausläufer des Vick Hills herum und passiert den Frozen Knob an dessen Nordseite. Direkt anschließend biegt er wieder nach Süden und mäandriert dann seiner Mündung in den Cumberland River westlich des Hampton Hills entgegen. Er ist somit der drittletzte Zufluss des Cumberland Rivers vor dessen Mündung in den Ohio River.
Das Einzugsgebiet des Smith Creeks setzt sich überwiegend aus Wald und Wiesen zusammen und ist nur sehr dünn besiedelt. Es umfasst im Groben das Gebiet zwischen Vick Hill, Haw Hill, Dunlap Hill, Bald Knob und Frozen Knob.